# Hyp Yerlikaya

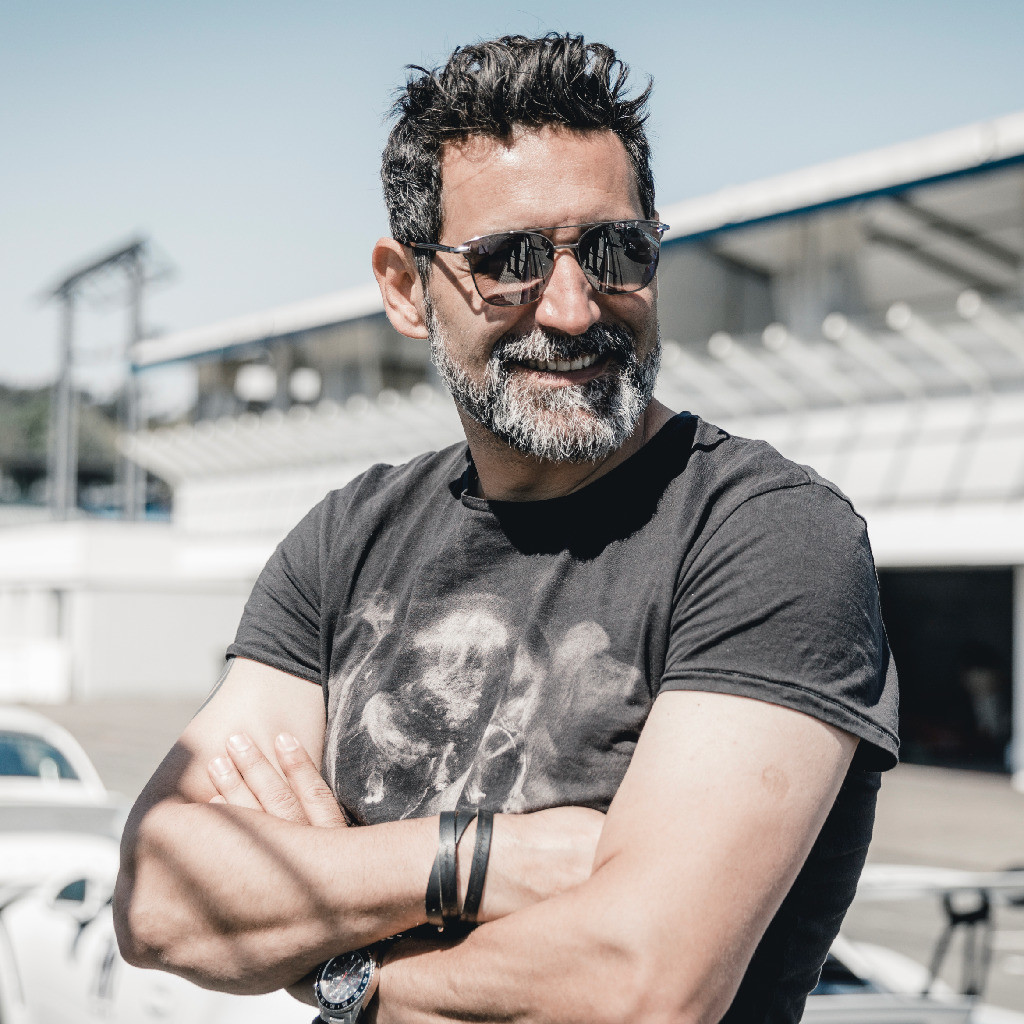
Hyp Yerlikaya

Hyp Yerlikaya (* 23. September 1970 in İncirliova), geboren als Hüseyin Yerlikaya, ist ein deutsch-türkischer Straßen-, Mode-, Sport- und Werbefotograf sowie Maler und Künstler.

## Leben
Hyp Yerlikaya wurde am 23. September 1970 in İncirliova geboren. 1974 wanderte er mit seinen Eltern und 3 Geschwistern nach Deutschland aus. Bis 1984 besuchte er das Adolf-Schmitthenner-Gymnasium in Neckarbischofsheim, ging dann aber mit seiner Familie in die Türkei nach Karşıyaka (Izmir) und machte dort sein Abitur. 1989 kehrte er alleine nach Deutschland zurück und studierte in Frankfurt am Main Marketing- & Vertriebsökonomie. Nach seinem Studium arbeitete er als Regional- und Vertriebsleiter für VKF Renzel GmbH, Marketing- und Vertriebsleiter bei Berner AG sowie als Geschäftsführer für eine türkische Bank. Er beschäftigt sich seit den 90ern mit seiner Leidenschaft für Kunst und Fotografie. 2006 machte er sich als Werbe- und Modefotograf selbstständig. Zu seinen Kunden gehören unter anderem Rea Garvey, Vogue, Peyman Amin, Deutsche Bank und SAP.
2012 gründete er den Verein Yerlikaya for Acid Survivors e. V. und unterstützt mit seiner Kunst Säureopfer in Bangladesch. 2019 startete er gemeinsam mit der Mannheimer Beratungsstelle Amalie ein zweijähriges  Pro-bono-Projekt: Frauen in der Prostitution.

## Ausstellungen
- 2009: Artscoutone Mannheim
- 2010: Artscoutneo Heidelberg
- 2014: Calumet Ausstellung in Stuttgart
- 2014: BFF Stuttgart
- 2016: Lange Nacht der Museen Mannheim
- 2016: Art Exhibition : art Karlsruhe (* vertreten von der Galerie Cortina aus Barcelona)
- 2019: ARTe Sindelfingen
- 2020: discovery art fair
- 2020: ARTe Wiesbaden Hight Liquid
- 2021: Reiss-Engelhorn-Museen gesichtslos – Frauen in der Prostitution